# Juan Jiménez Mayor
Juan Jiménez Mayor (Lima, 5 augustus 1964 -  ) is een Peruviaans rechtsgeleerde en politicus. Na de verkiezingen van 2011 werd hij Onderminister van Justitie en Mensenrechten en van 23 juli 2012 tot 29 oktober 2013 was hij premier van Peru.

## Levensloop
Jiménez studeerde af als advocaat aan de Pauselijke Katholieke Universiteit van Peru. Daarna behaalde bij zijn mastergraad in staatsrecht en jurisdictionele politiek aan dezelfde universiteit.
Vanaf 1994 werkte hij als hoogleraar op het gebied van juridisch onderzoek, grondrecht, en publiek en justitieel management. In 2003 werd hij benoemd tot hoogleraar aan de Academia de la Magistratura (AMAG).
Hij is lid van de Peruviaanse vereniging voor grondwettelijk recht en deskundige op het gebied van hervorming van het justitieel apparaat. Hij werkte aan allerlei justitiële hervormingsprojecten voor Peru en de Andesgemeenschap en is hij adviseur van de Peruviaanse persraad (Consejo de la Prensa Peruana). Verder was hij adviseur bij de verkiezingscontrolemissie (Misión de Observación Electoral) van  de Organisatie van Amerikaanse Staten tijdens de landelijke verkiezingen van Guatemala (2007) en Paraguay (2008).
Tijdens de overgangsregering van Valentín Paniagua Corazao (2000-01) was hij juridisch adviseur van de Minister van Buitenlandse Zaken en staatsadvocaat voor ongrondwettelijke vraagstukken bij het Grondwettelijke Hof van Peru. Aan het begin van de regering onder president Ollanta Humala werd hij op 7 augustus 2011 benoemd tot Onderminister van Justitie. Op 23 juli 2012 werd hij benoemd tot derde premier van Peru onder Humala. De president hoopte zo de sociale onrust te verminderen en de kritiek te weerleggen dat hij een autoritair bewind nastreefde. Op 29 oktober 2013 deelde Jiminez aan de pers mee dat hij zijn functie neerlegde, en dat hij werd opgevolgd door Cesar Villanueva.